# MW Большой Медведицы
MW Большой Медведицы (лат. MW Ursae Majoris) — двойная затменная переменная звезда типа Алголя (EA) в созвездии Большой Медведицы на расстоянии приблизительно 596 световых лет (около 183 парсеков) от Солнца. Видимая звёздная величина звезды — от +9,75m до +9,26m. Орбитальный период — около 1,2347 суток.

## Характеристики
Первый компонент — жёлто-белая звезда спектрального класса F8.